# Toma Kempenac
Toma Kempenac (Toma Kempis) (lat. Thomas a Kempis, pravim imenom Thomas Hemerken (Hämerken); Kempen, 1380. – Zwolle, Nizozemska, 25. srpnja 1471.) bio je srednjovjekovni katolički svećenik, redovnik augustinac i mistik. Proslavio ga je spis Nasljeduj Krista (De imitatione Christi), jedno od najpoznatijih djela kršćanske pobožnosti.

## Djela

### Nasljeduj Krista(De imitatione Christi)
Ovo se djelo smatra jednim od najvećih priručnika o kršćanskoj pobožnosti i nakon Biblije, druga je najčitanija knjiga. Doživjela je preko tri tisuće izdanja. Svojedobno osporavano, autorstvo Tome Kempenca danas je općeprihvaćeno.
Nasljeduj Krista prvi put je objavljena na latinskom, anonimno, oko 1418. godine. Uslijedili su prijevodi na francuski (1447.), njemački (1434.), talijanski (1488.), a u 16. stoljeću i na niz drugih jezika. Izašlo je preko dvije tisuće izdanja. Tisuću različitih izdanja čuva se u londonskom Britanskom muzeju. Četiri dijela od kojih se knjiga sastoji (O nasljedovanju Krista i preziranju svih taština, Opomene koje potiču na unutarnjost, O unutarnjoj utjesi i O presvetom oltarskom sakramentu) ne nalaze se u svim rukopisima, a ni njihov redoslijed nije uvijek jednak.
Sentenciozno pisano, izvorno namijenjeno redovnicima i asketima, djelo iznosi opomene korisne za duhovni život i razmišljanja kako se kroz strpljivost, poniznost, skrušenost, samoodricanje i sakramente približili svetosti i Bogu.
Knjiga savjetuje čitanje svetih spisa, donosi razmatranja o ljudskoj bijedi, preporuča poslušnost i podložnost poglavarima, upozorava na opasnosti raznih kušnji i govori o načinima njihova savladavanja, te iznosi razmišljanja o prolaznosti i ispraznosti života i ulijeva nadu u vedru smrt.
Papa Ivan Pavao I. umro je s tom knjigom u ruci.

### Protiv svjetovne mudrosti
»Kada dođe dan suda, zacijelo nas neće pitati što smo čitali, nego što smo radili; niti jesmo li mudro govorili, nego jesmo li pobožno živjeli.«
Kristov je život u spisima Tome Kempenca predstavljen kao najviši nauk moguć smrtniku: Isusovo učenje nadaleko premašuje sva isprazna učenja svetaca i filozofa, a kraljevstvo Božje neće se naći u izrekama dubokoumnih ljudi, nego u nebeskoj mudrosti, do koje se dolazi ne učenošću i znatiželjom, nego krepošću, poniznošću i molitvom. Posvemašnje preziranje svijeta, nastojanje oko pokore, spremnost na poslušnost, podnošenje nevolja – po primjeru Krista, i iz ljubavi prema njemu – daju utjehu i ulijevaju nadu u milost Božju, sretnu smrt i život vječni.
Toma Kempenac kaže:
»Tko se prilijepi uz stvorenje, propast će s njime; tko se prihvati za Isusa, stajat će do vijeka.«
Ovakav se prijezir spram zemaljskoj mudrosti – nipošto rijedak u srednjem vijeku – nadahnjivao mudrošću kralja Salomona, čiji je leitmotiv ispraznost nad ispraznošću, i prema kojoj [s]trah je Gospodnji početak spoznaje.

### Ostala djela
Nepotpun popis ostalih djela:
- Vera sapientia
- Dialogus noviciorum
- Hortulus rosarum
- Vallis liliorum
- Orationes et meditationes de vita Christi
- Soliloquium animae
- De disciplina claustralium
- Hospitale pauperum
- Libellus spiritualis exercitii

## Prijevodi na hrvatski
Na hrvatski njegova su djela preveli Marko Marulić, isusovac Atanazije Jurjević, pavlin Ivan Krištolovec, a isusovac Bartol Kašić je priredio jedno Kempenčevo djelo.

## Zanimljivosti
Tomi Kempencu pripisuje se sentencija In omnibus requiem quaesivi, et nusquam inveni nisi in angulo cum libro (U svemu sam tražio mir, ali ga ne nađoh nigdje osim u kutu uz knjigu), koju je Umberto Eco citirao na prvim stranicama svojeg romana Ime ruže.

## Vanjske poveznice
Ostali projekti
|  | Zajednički poslužitelj ima još gradiva o temi Toma Kempenac |
|  | Wikicitati imaju zbirke citata o temi Toma Kempenac         |

Mrežna mjesta
- Nasljeduj Krista, integralni tekst u prijevodu Alojzija Stepinca
- Nasljeduj Krista  Arhivirana inačica izvorne stranice od 21. siječnja 2019. (Wayback Machine)
- (lat.) De Imitatione Christi, elektronička knjiga
- (engl.) O Tomi Kempencu (Catholic Encyclopedia)
- (engl.) Život i djelo Tome Kempenca (Christian Classic Ethereal Library)